# Opistognathus rosenblatti
Opistognathus rosenblatti е вид лъчеперка от семейство Opistognathidae.

## Разпространение
Видът е разпространен в Мексико.